# Inbiomyia zeugodonta
Inbiomyia zeugodonta är en tvåvingeart som beskrevs av William Russel Buck 2006. Inbiomyia zeugodonta ingår i släktet Inbiomyia och familjen Inbiomyiidae.
Artens utbredningsområde är Colombia. Inga underarter finns listade i Catalogue of Life.